# L´Imam Seydi
L'Imam Seydi (Párizs, 1985. augusztus 31. –) francia, szenegáli labdarúgó, csatár.